# 藏雀
藏雀（学名：Carpodacus roborowskii）为雀科朱雀属的鸟类，是青藏高原的特有物种。分布于青海等地，一般生活于海拔4000-5400m 间荒芜、多岩石的高山旷野、高山草地和山坡的小灌木间。该物种的模式产地在青海布尔罕布达山脉。